# 大衛·科波菲爾 (小說)
《大卫·科波菲尔》是19世紀英國批判現實主義作家查爾斯·狄更斯的第八部重要作品，著于1848—1850年。和他的其它作品一樣，故事以連載的方式刊登，用時兩年。在這部帶有自傳性質的小說裏，狄更斯藉“大衛自身的歷史和經驗”，從某些方面回顧和總結了自己的生活道路，表現出他的人生態度、道德理想。作品所展示的繪聲繪色、豐富多彩的生活畫面，具有鮮明深刻的時代特點。在1867年版中，狄更斯寫到：“和許多溺愛的父母一樣，我也有一個心中最喜愛的孩子，他的名字叫大衛·科波菲爾。”

## 內容簡要

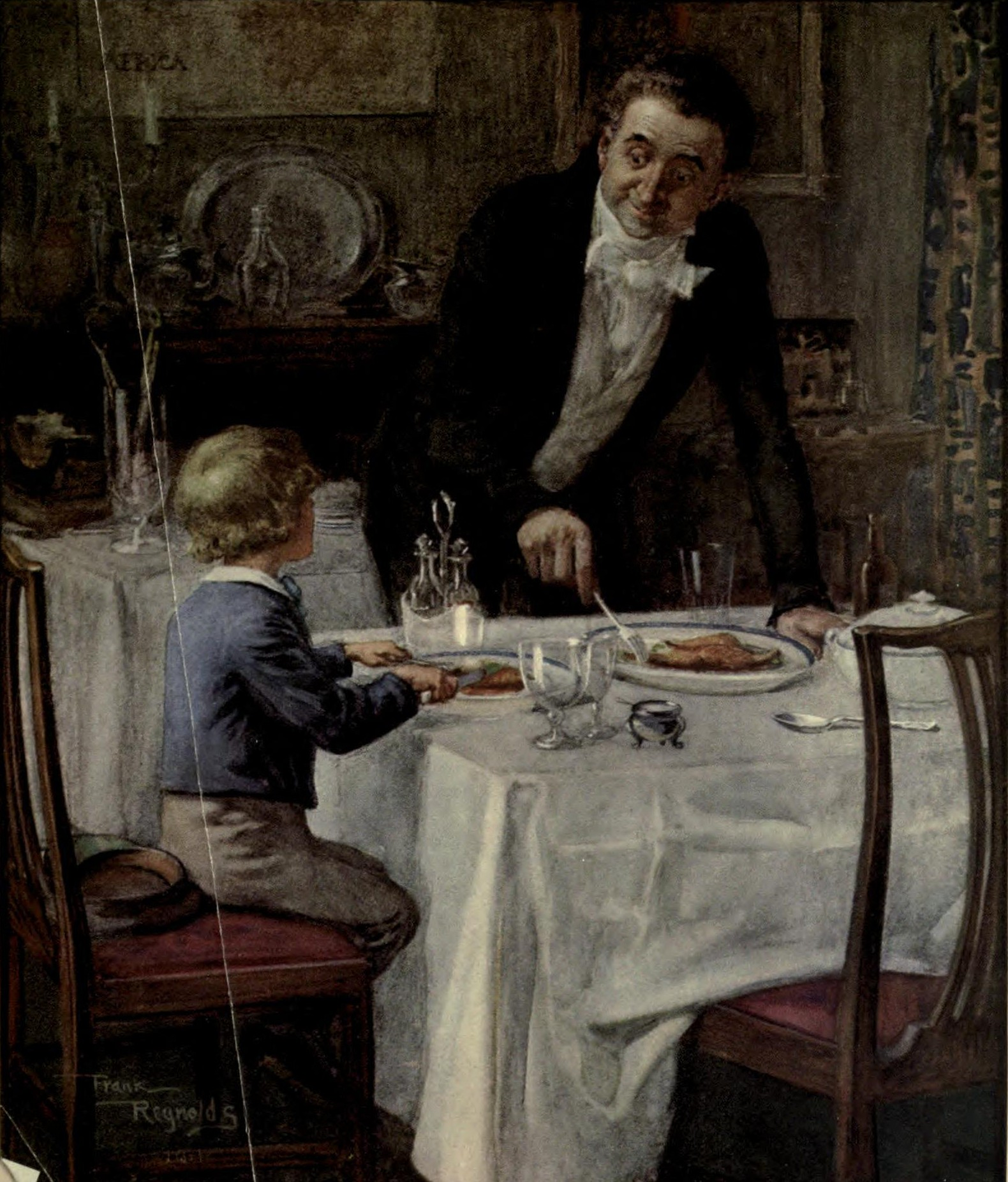
“我與友善的侍者”

故事講述了大衛·科波菲爾童年到成年的成長經歷。1820年，大衛出生于英格蘭諾福克大雅茅斯布倫德斯通鎮，他的父親六個月前剛剛去世。童年的大衛與母親和家僕裴果提一起生活。七歲時，母親嫁給了愛德華·摩德斯通。愛德華·摩德斯通和他的姐姐簡隨後一起搬了進來，大衛非常不喜歡他們。摩德斯通見大衛讀書成績欠佳就常常大打出手；大衛咬了他一口當作反擊，結果被送入了寄宿學校薩倫學堂。學校校長是克里克爾先生，性情殘暴。在那裡，大衛與詹姆斯·斯蒂福、湯米·特拉德成爲朋友。
大衛回家過節時，得知母親生了孩子。大衛返回學堂不久，母親和嬰孩就雙雙離世，大衛立刻趕回家中。裴果提嫁給了巴吉斯先生。摩德斯通安排大衛到倫敦的酒商處工作——摩德斯通是其中的一名股東。大衛的房東，威爾金斯·米考伯被關進了負債人監獄（國王法院監獄），在那裡關了幾個月，釋放後回到了普利茅斯。在倫敦再沒有人照顧大衛了。在與米考伯交谈後他決定逃跑。
他從倫敦步行到丹佛，找到了他唯一的親人——單身、古怪的貝西·特洛烏德姨媽。雖然摩德斯通想要回孩子的監護權，但姨媽決定照料他。姨媽將大衛改名爲“特洛烏德·科波菲爾”，即“特洛”，該名字成爲他在小說中衆多名字之一。
當大衛步入成年，朋友來來去去。這包括裴果提一家，以及小艾米麗。艾米麗在與哈姆結婚的前夜，大衛的同學斯蒂福勾引了艾米麗，與她私奔，私奔後被拋棄。裴果提先生在倫敦找到了落魄的艾米麗。最後，艾米麗與叔叔一同移居澳大利亞。是故事中最大悲劇的前奏。房東女兒阿格尼絲則成了大衛的知心朋友。在小說裏，米考伯深陷債務煩惱，但終于鼓起勇氣，揭露了烏利亞·希普的騙局。米考伯被描述爲雖然深受折磨，但依然和藹可親的人；他與狄更斯的父親有類似的遭遇，因欠債而被短期監禁。
就主要人物而言，小說都交代了結局。裴果提的兄弟丹尼爾帶著艾米麗去了澳大利亞，米古治太太和米考伯先生也一塊上船。他們在新世界獲得了幸福生活。大衛迎娶了漂亮而天真的朵拉·斯彭洛，後者在流産後撒手人寰。大衛最終回到了賢惠的阿格尼絲身邊，過上了幸福生活。他和阿格尼絲生育了至少五個孩子，並將其中的一位命名爲貝西·特洛烏德。

## 人物

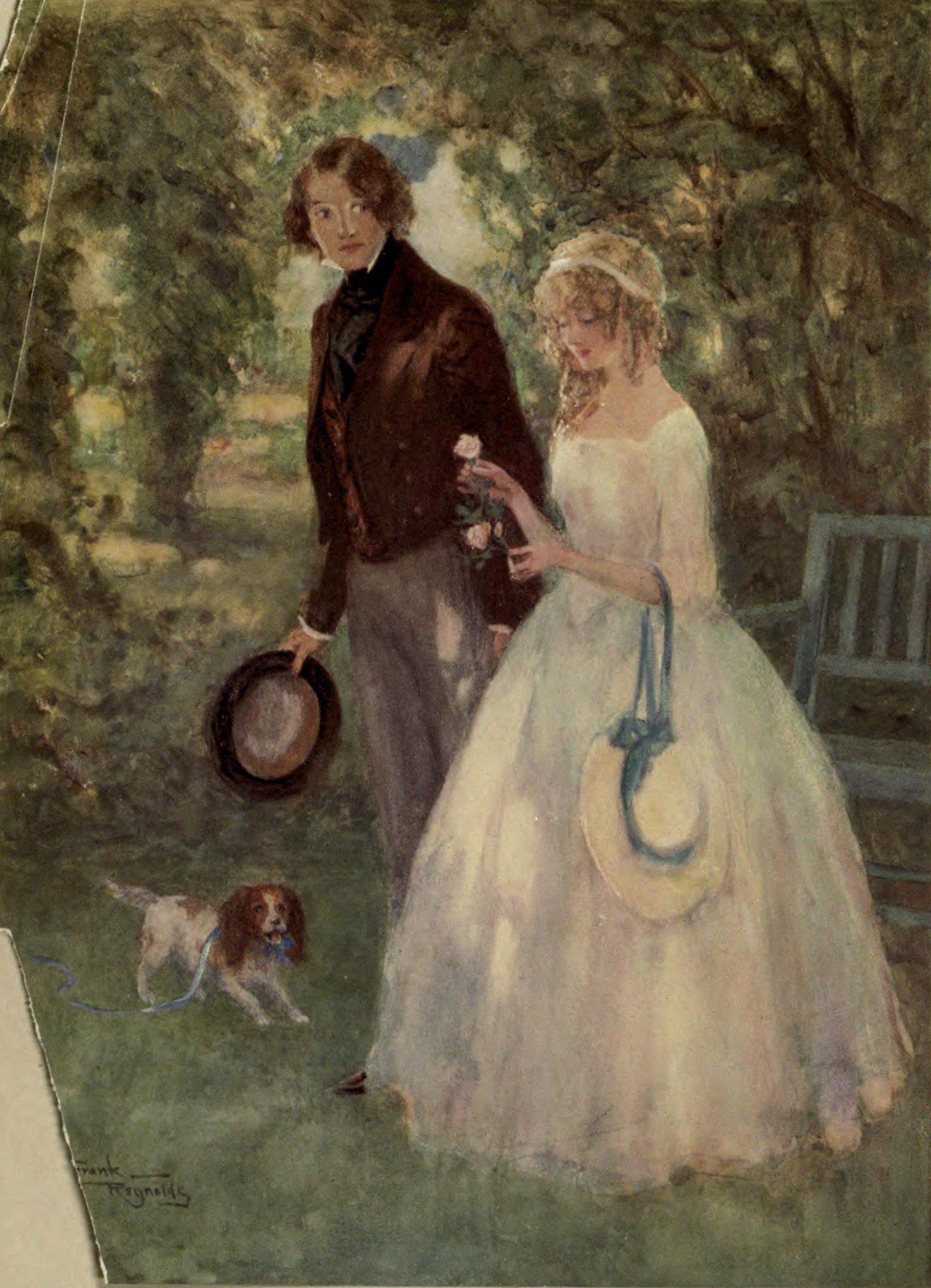
大衛和朵拉墮入愛河

- 大衛·科波菲爾（David Copperfield） -- 小說的敘述人和半自傳的主人公。他在書中表現出了堅韌的性格，同時也在後半部分暴露出自己的任性。在被貝西·特洛烏德姨媽收養後，他被改名爲“特洛烏德·科波菲爾”。在小說中，他還有許多其它綽號。
- 克拉拉·科波菲爾（Clara Copperfield）–大衛的慈母，被描述爲天真、孩子氣的人。在大衛去薩倫學校上學時去世，並帶走了剛剛出生的嬰兒。
- 克拉拉·裴果提（Clara Peggotty） -- 科波菲爾家忠實的仆人，大衛一生的摯友（她被稱爲裴果提，是因爲她與大衛的母親重名）。當巴吉斯先生去世後，她獲得遺産£3,000 –在當時數目可觀。在丈夫去世後，裴果提照看大衛在倫敦的房間；回到雅茅斯後爲侄子哈姆照料房間。在哈姆去世後，她照看貝西姨媽的房間。
- 貝西·特洛烏德（Betsey Trotwood） -- 脾氣古怪，心地善良；當大衛逃到家裏時，貝西姨媽成了他的監護人。她曾在大衛出生的時候來看他，但當得知生下來的孩子是男孩而不是女孩時離開。貝西姨媽被描述成爲對大衛關照有加的人，當摩德斯通先生來要人時挺身而出，保護大衛。雖然她是爲公認的寡婦，但是貝西姨媽藏匿了自己落魄的丈夫，後者常常向她吃拿卡要。
- 愛德華·摩德斯通（Edward Murdstone） -- 小說前半部分的主要反面人物，他是小大衛的繼父，性情殘忍，常常對他大打出手。大衛反咬了摩德斯通的手，結果被送入薩倫學堂。在大衛母親去世後，摩德斯通先生把大衛送進了自己在倫敦的工廠，讓他洗酒瓶。他曾經去貝西姨媽那裏，想把大衛要回來。摩德斯通遭到貝西訓斥後，似乎有些忏悔的意思，但他隨後再婚，冷酷依然故我。
- 簡·摩德斯通（Jane Murdstone）–与摩德斯通先生同样残忍的姐姐，大齡未婚，在他结婚后一块儿搬进来住。简是大卫第一任妻子朵拉·斯彭洛的“闺蜜”，并挑拨了大卫与岳父之间的矛盾。之后，当她弟弟再度娶妻，她也随着过去，情形依旧如此。
- 丹尼爾·裴果提（Daniel Peggotty） -- 裴果提的兄弟，謙虛而慷慨的雅茅斯漁民，照顧侄子哈姆和艾米麗，並歡迎大衛到來。當艾米麗與斯蒂福私奔後，他到各處奔走所搜。他最後在倫敦找到了她，之後移民澳大利亞。
- 艾米麗（Emily） -- 裴果提先生的侄女，大衛兒時的朋友。在與哈姆結婚的前夜，她與斯蒂福私奔，後被抛棄。裴果提先生在倫敦找到了落魄的艾米麗。最後，艾米麗與叔叔壹同移居澳大利亞。
- 哈姆·裴果提（Ham Peggotty） -- 裴果提先生的好侄子，艾米麗的未婚夫。他在營救斯蒂福的過程中遇難。
- 詹姆斯·斯蒂福（James Steerforth） -- 大卫在萨伦学堂时期的玩伴，颇具人格魅力，是个孩子王；但他善于利用朋友，并让母亲满足自己的所求所愿，在争吵中使得梅尔先生丢掉工作。虽然，成年的斯蒂福十分具有魅力，但他品行不佳，勾引了艾米丽。最后，他在雅茅斯溺亡。
- 汤米·特拉德（Tommy Traddles） -- 大衛在薩倫學堂的朋友。特拉德是少數不相信斯蒂福的孩子之一。他與大衛之後相遇，並成爲終身摯友。特拉德雖然沒有關係背景，但依然努力，最後成功，迎娶了索菲，當上了法官。
- 威爾金斯·米考伯（Wilkins Micawber） -- 傷感、仁慈、糊塗，在大衛小的時候就與他成爲朋友。米考伯先生由于債務問題進過牢房。大衛成年後在倫敦見到了他，在威克菲爾和希普那裏爲他找了工作。希普抓住了米考伯的前科，逼迫他參與自己的勾當，但米考伯終于勇敢地揭露了希普的惡行。米考伯最終移民澳大利亞，在經營農場上成就斐然，並成爲當地長官。米考伯的原型是狄更斯的父親，約翰·狄更斯，他在狄更斯兒時也遇到了類似的經濟問題。大衛的第二任妻子阿格尼絲

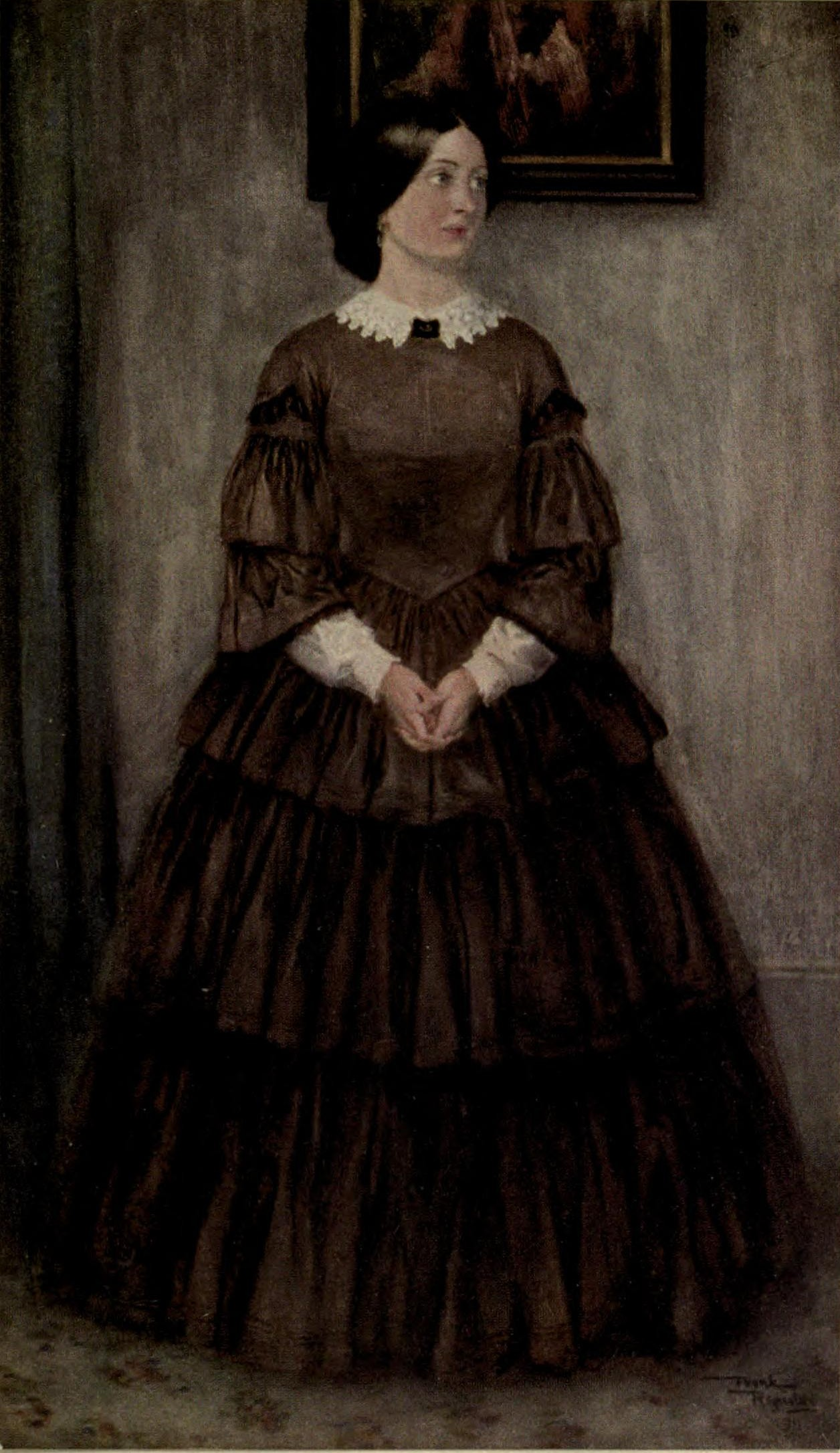
大衛的第二任妻子阿格尼絲

- 迪克先生（Mr. Dick） -- 有些瘋癫、孩子氣，心地善良，是貝西姨媽的鄰居，遠房親戚。他的瘋癫被描述爲與查理壹世的頭有關。喜歡做大風筝，寫“呈文”，但總也寫不完。雖然瘋癫，但迪克先生能明辨是非，不但和藹，而且忠誠，情商很高，特別是在幫助解決斯特朗夫婦的婚姻危機上處理十分得當。
- 阿格尼絲·威克菲爾（Agnes Wickfield） -- 威克菲爾先生成熟可愛的女兒，大衛兒時的玩伴。阿格尼絲暗中照顧了大衛許多年，並在他迎娶朵拉上給予許多忠告。在大衛返回英格蘭後，他意識到自己對她的感情，阿格尼絲與大衛結婚，生育衆多子女。阿格尼絲常常被評論家們攻擊，認爲她缺乏人物個性（大衛常常稱她爲“天使”，並沒有更多的描述），然而最近的研究對她十分有利。實際上，阿格尼絲是親職化（英语：parentification）孩童，這解釋了她爲什麽會無私，並似乎表現的很“完美”。
- 烏利亞·希普（Uriah Heep） -- 小說後半部分的主要反面角色。希普最初是威克菲爾先生的秘書，後來成爲合夥人。他是個典型的僞君子，常常自謙地聲稱“卑賤”，但很快就露出了真面目。希普擺布威克菲爾和他人，但他做假賬的勾當最終被米考伯揭發。通過僞造威克菲爾的簽名，他私吞財物，挪用款項。希普愚弄威克菲爾，稱這是威克菲爾醉酒時所爲，並對此敲詐勒索。事情敗露後，希普被迫交出錢財，但是僥幸逃過懲罰。希普對大衛等人懷著深深的恨惡。
- 斯特朗博士（Dr. Strong） -- 大衛在坎特伯雷學校的校長，比他夫人年長許多。希普利用了他缺乏安全感的弱點，擺布了他。
- 羅莎·達特爾（Rosa Dartle） -- 斯蒂福的堂親，言語尖酸諷刺，與斯蒂福夫人同住。她暗戀斯蒂福，責怪艾米麗和斯蒂福夫人破壞她的戀情。她被描述爲極其瘦弱，在嘴唇上有壹道疤痕，是被小時候的斯蒂福弄傷的。
- 朵拉·斯彭洛（Dora Spenlow） -- 斯彭洛先生的女兒，可愛但糊塗，大衛的第壹任妻子。朵拉被描述爲完全沒有實踐能力，与大衛的母親相似。由于朵拉不會料理家務，婚姻最開始過得不快，但雙方相互認錯，日子過得快樂美滿。朵拉是個天真的女孩，愛哭愛笑，喜歡自己的寵物狗吉蔔。她對自己的問題沒有意識，把大衛叫“都第”，認爲自己是“娃娃媳婦”。由于流産，朵拉的健康每況愈下，最後在平靜中離去。
- 梅爾先生（Mr. Mell）–薩倫學堂的窮先生。他是唯一對大衛慈悲的人。他的母親在濟貧院生活，梅爾用自己的工資贍養她。當斯蒂福從大衛那裏得知此事後，他利用消息，讓克裏克爾將他解雇。在小說的末尾，大衛從壹張澳大利亞報紙上看到了梅爾，他已經移民，成爲當地的教師了。

## 出版
和狄更斯的其它小說一樣，《大卫·科波菲尔》在1先令的價格連載了19個月，包括32頁文字和哈布羅特·奈特·布朗的兩頁插圖，最後的一個月是兩集連發：
- I – 1849年4月（第1–3章）
- II – 1849年6月（第4–6章）
- III – 1849年7月（第7–9章）
- IV – 1849年8月（第10–12章）
- V – 1849年9月（第13–15章）
- VI – 1849年10月（第16–18章）
- VII – 1849年11月（第19–21章）
- VIII – 1849年12月（第22–24章）
- IX – 1850年1月（第25–27章）
- X – 1850年2月（第28–31章）
- XI – 1850年3月（第32–34章）
- XII – 1850年4月（第35–37章）
- XIII – 1850年5月（第38–40章）
- XIV – 1850年5月（第41–43章）
- XV – 1850年6月（第44–46章）
- XVI – 1850年8月（第47–50章）
- XVII – 1850年9月（第51–53章）
- XVIII – 1850年10月（第54–57章）
- XIX-XX – 1850年11月（第58–64章）

## 中譯本
林紓最早譯有《塊肉余生述》，“块肉”即孤儿，《块肉余生述》是林纾的译名（林紓另譯有《賊史》，即《孤雛淚》或《霧都孤兒》）。譯文都是簡潔的文言文。
|  | 語罷，後出巨衫蒙余及愛密柳於此衫底，彼此偎倚，樂乃無極。余思後此成婚日，或在樹裏田間，自度境況，無須家為，軀幹弗長，智慧弗增，長此垂齠之光陰，不亦樂耶？且彼此相將，徒步於野草澗花之側，趁此陽光閑玩。夜中則枕苔而臥，為清冷無翳之夢寐；死後，眾鳥為余啟土而葬，亦大佳事。余趁車行，而心思飛越，如入他星球之內。 |

張谷若的譯文達八十余萬言，林紓的譯本卻僅三十萬言。林紓對原文一向有很大的刪改。

### 譯文比較
|          | 然壁各德以抱余急，落其一扣在车中，余检而藏之，用为遗念。御者顾余曰：“彼尚来乎？”余摇首曰：“否。”御者引缰谓驽马曰：“请君登程。”余此时痛哭已餍，自思徒哭何为！御者见余止哭，即曰：“取尔湿巾，吾为尔晒之马背令干。” |
| ——林纾译 | |

|            | 我现在相信，也永远相信，她那时袍子上的钮子，连半个都没剩下。有好几个钮子四处乱滚，我捡起一个来，珍重地保藏了好久，作为纪念。车夫直瞧我，神气好像是问我，坡勾提（壁各德）还回来不回来，我摇了摇头，说，我想不会回来了。“那么，哦呵，走哇”，车夫对懒洋洋的马说。马跟着就走起来。顶到那时候，我已经哭得够劲儿了，就开始想，再哭也没有用处，特别是，不论拉得立克·蓝登还是不列颠皇家海军里的舰长，遇到急难的时候，从来没有哭过，这是我记得的。车夫看出来我下了这样的决心之后，就给我出了个主意，说我顶好把手绢儿放在马背上晾一晾。 |
| ——张谷若译 | |

## 繪畫

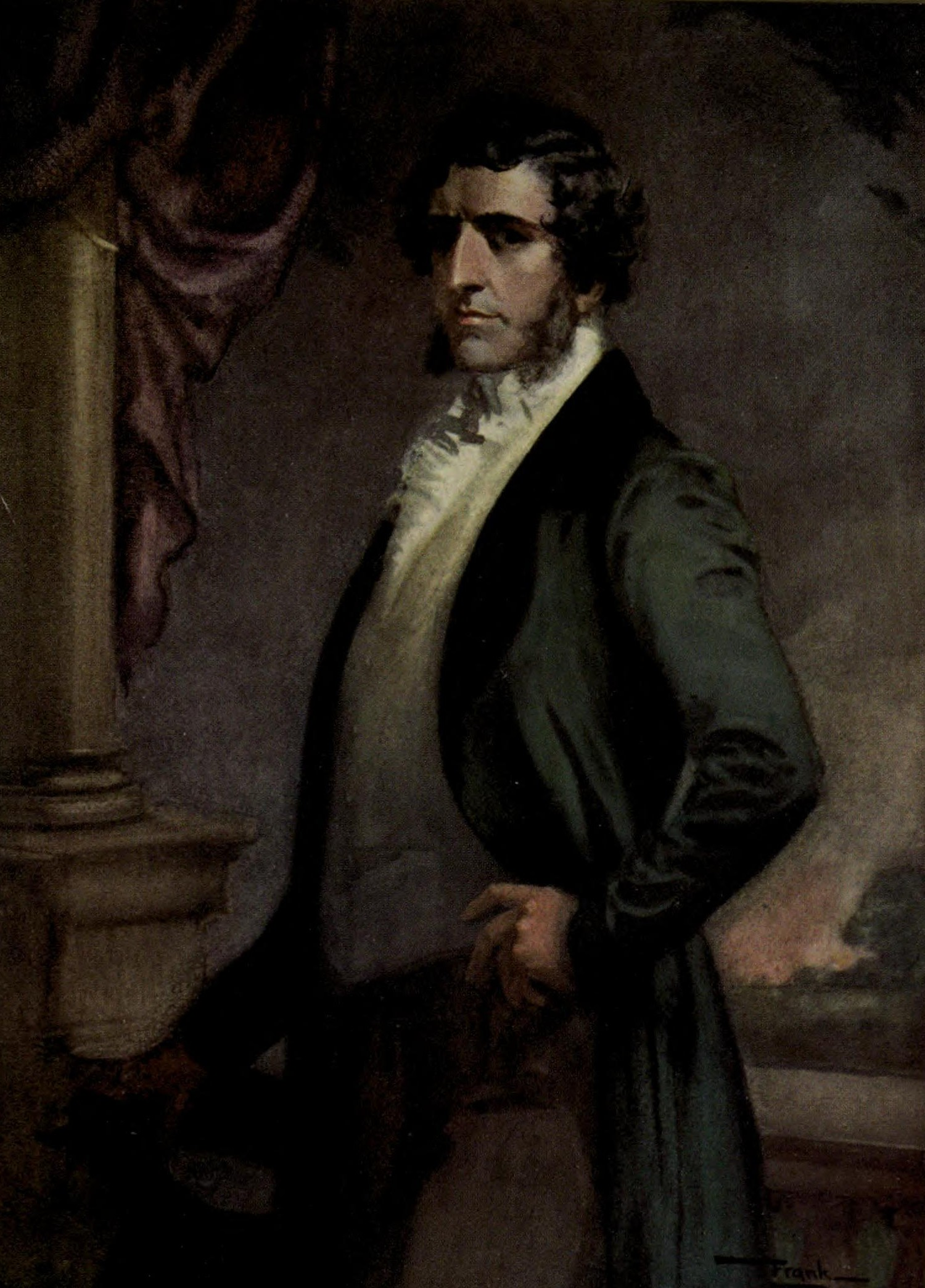
摩德斯通先生，法蘭克·雷諾德繪（Frank Reynolds）。
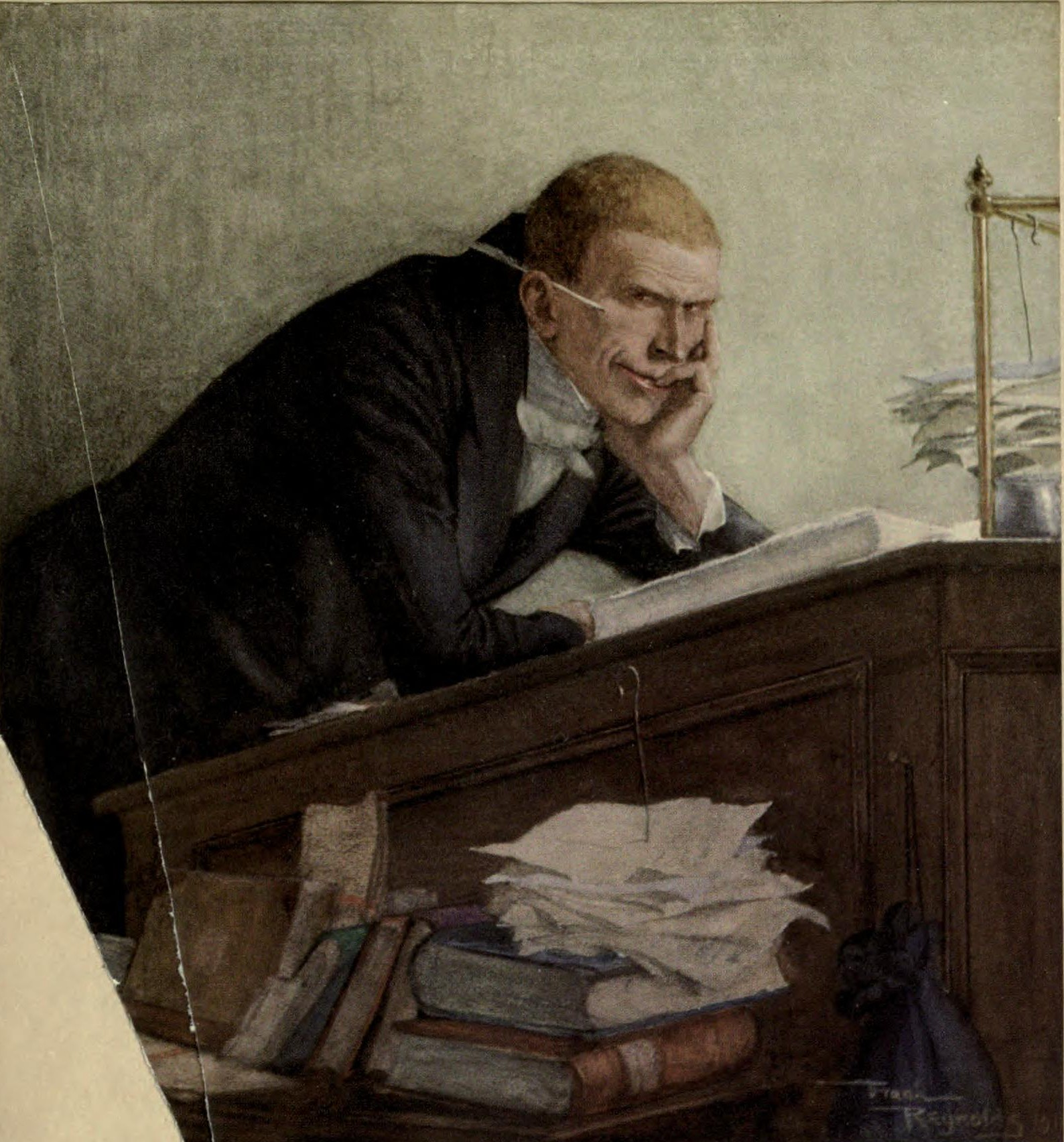
烏利亞·希普，法蘭克·雷諾德繪
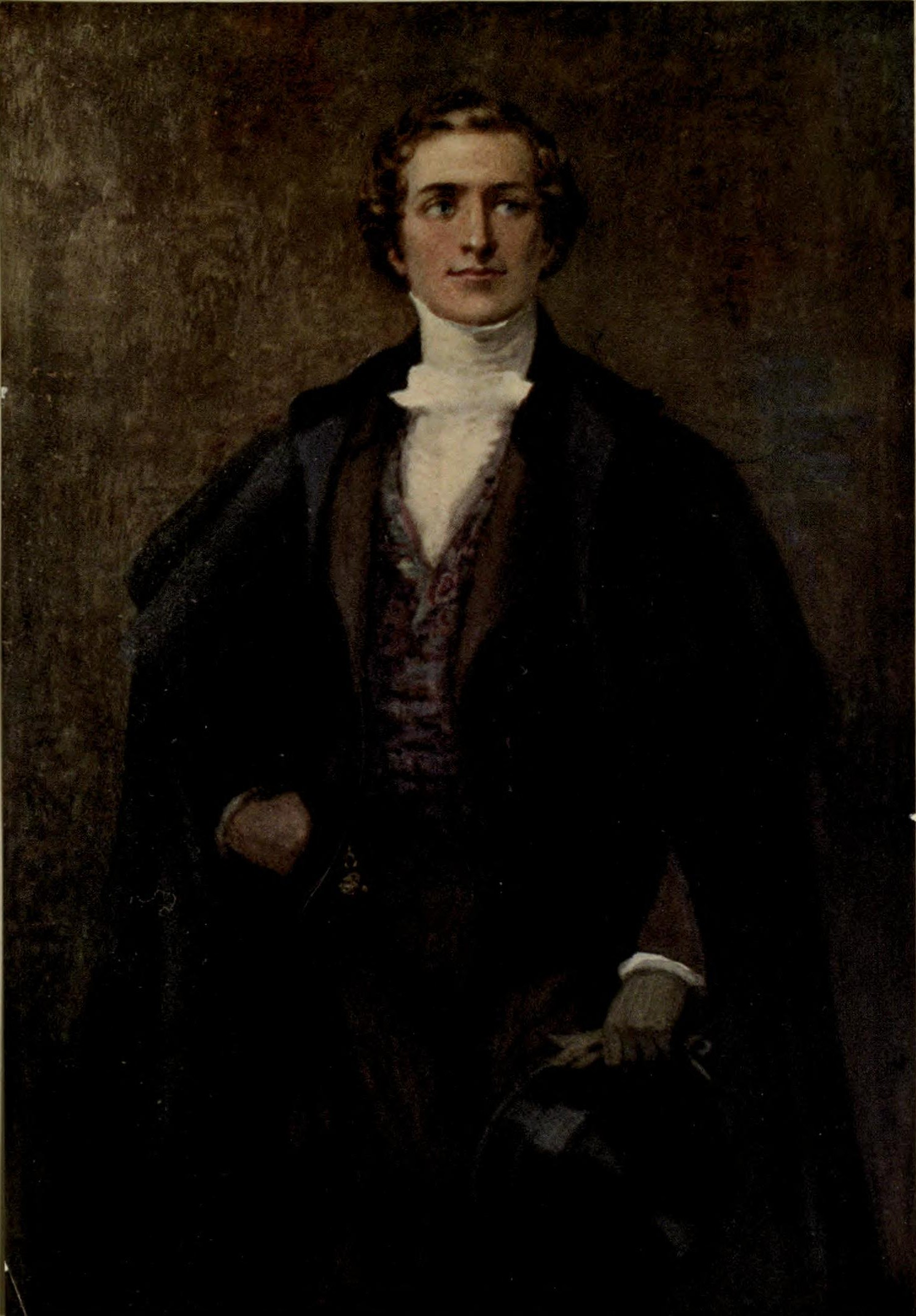
詹姆斯·斯蒂福，法蘭克·雷諾德繪
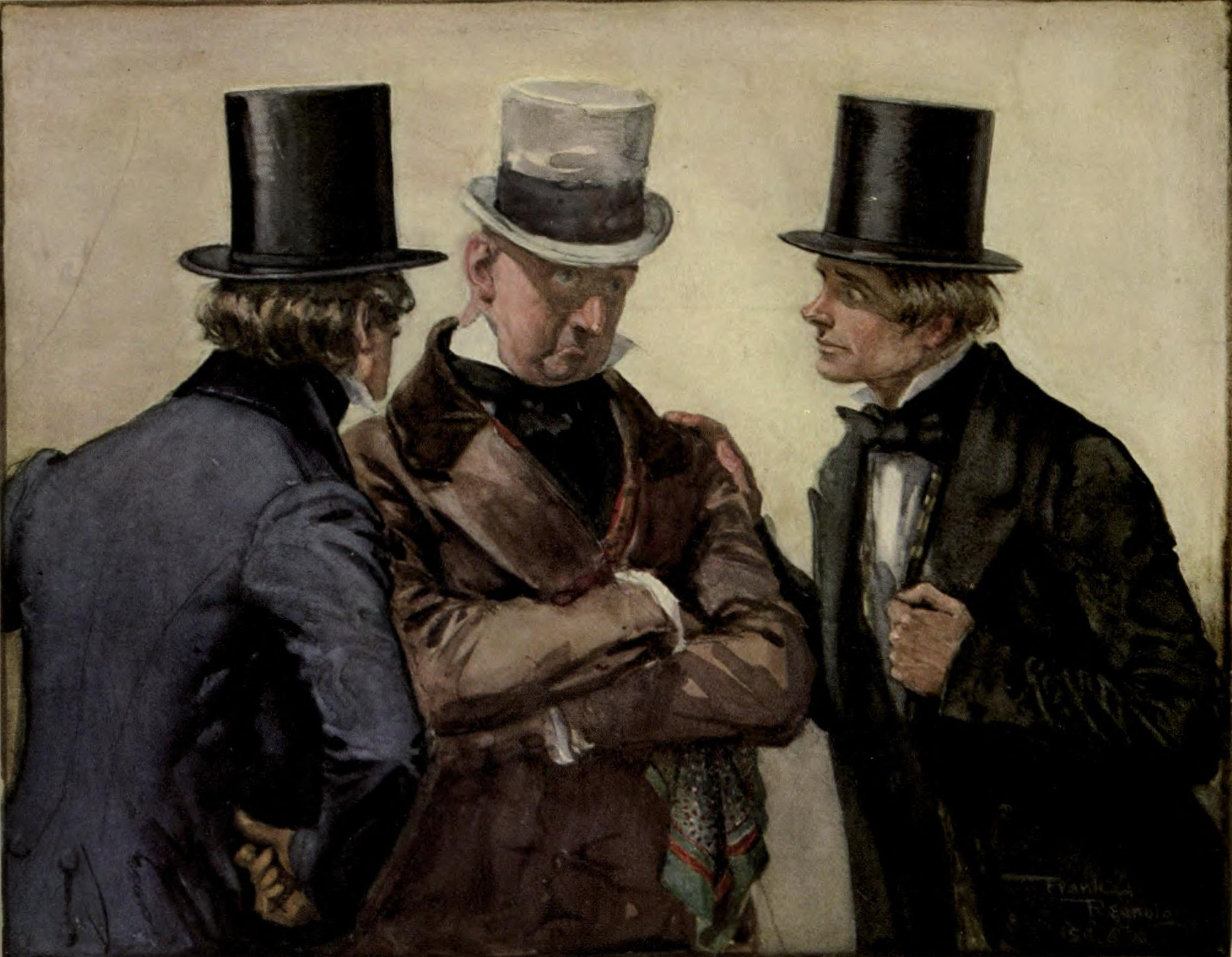
特拉德、米考伯和大衛，法蘭克·雷諾德繪
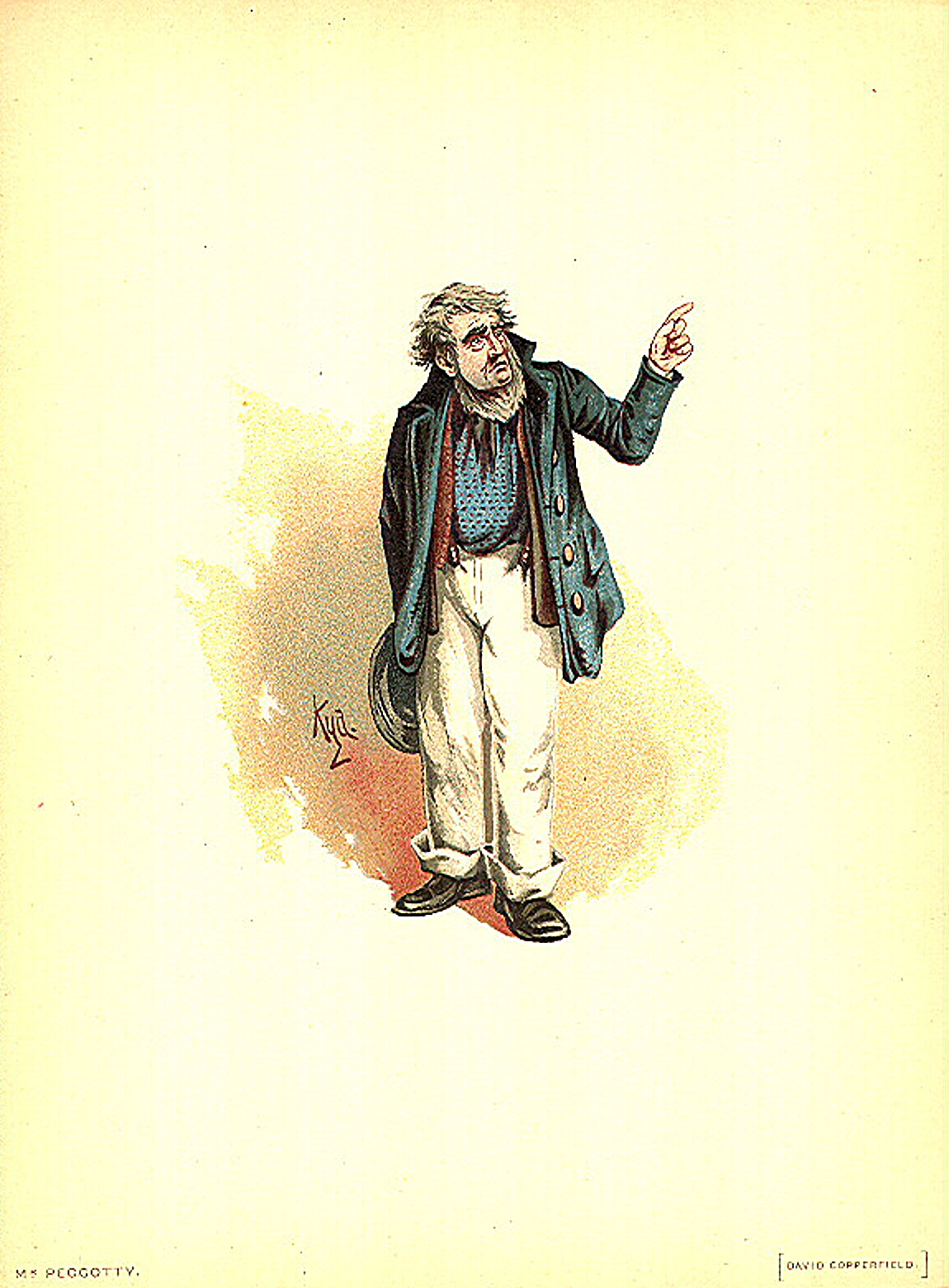
裴果提先生，基德繪（Kyd, Joseph Clayton Clarke）。
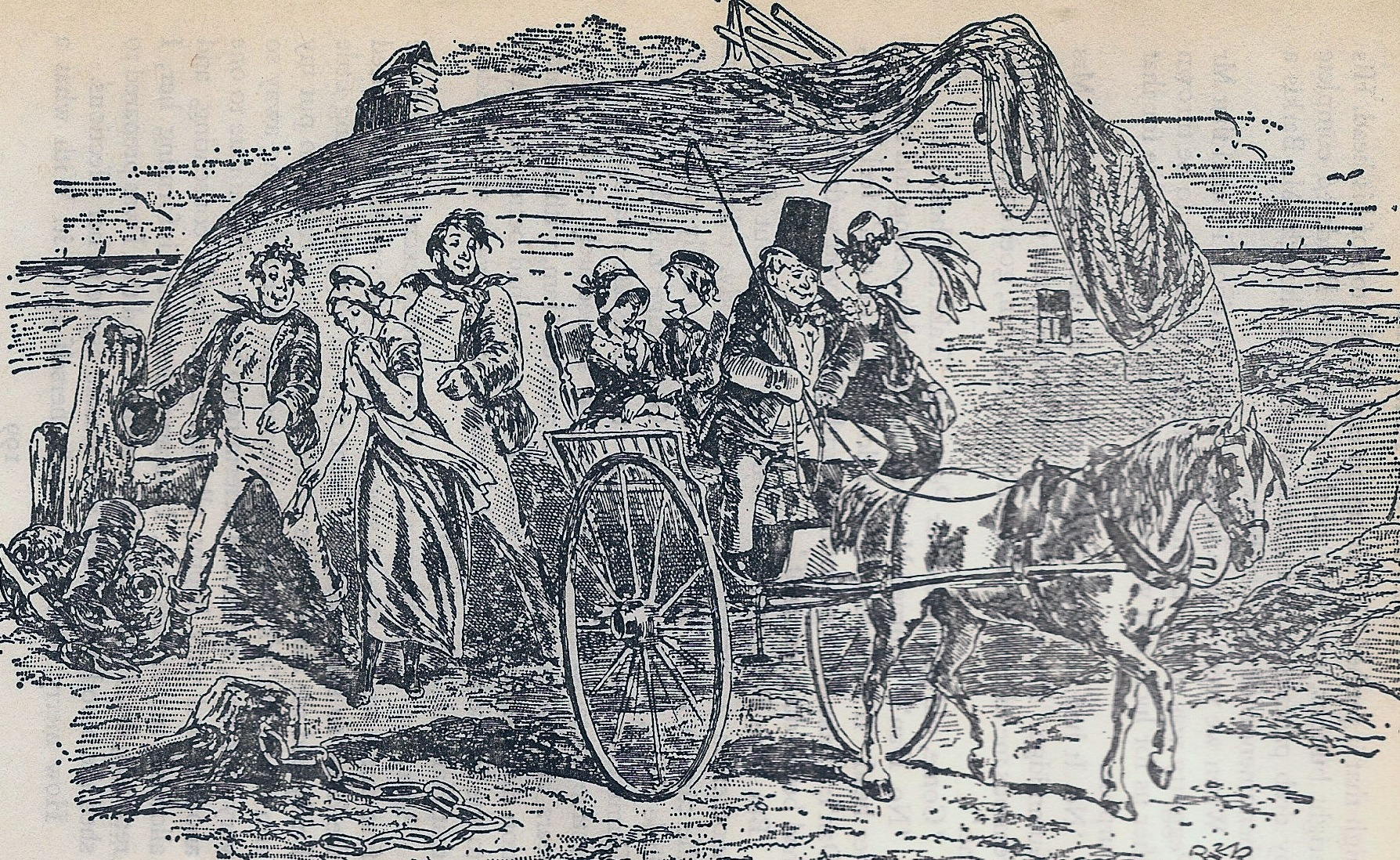
巴吉斯和裴果提，大衛和艾米麗，哈布羅特·奈特·布朗繪。
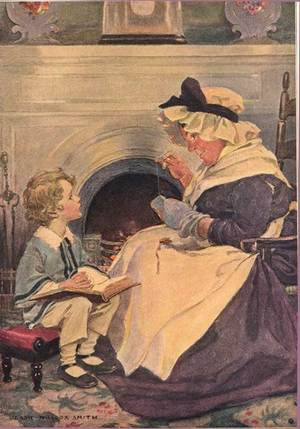
裴果提和小大衛，傑西卡·史密斯繪（Jessica Wilcox Smith）。
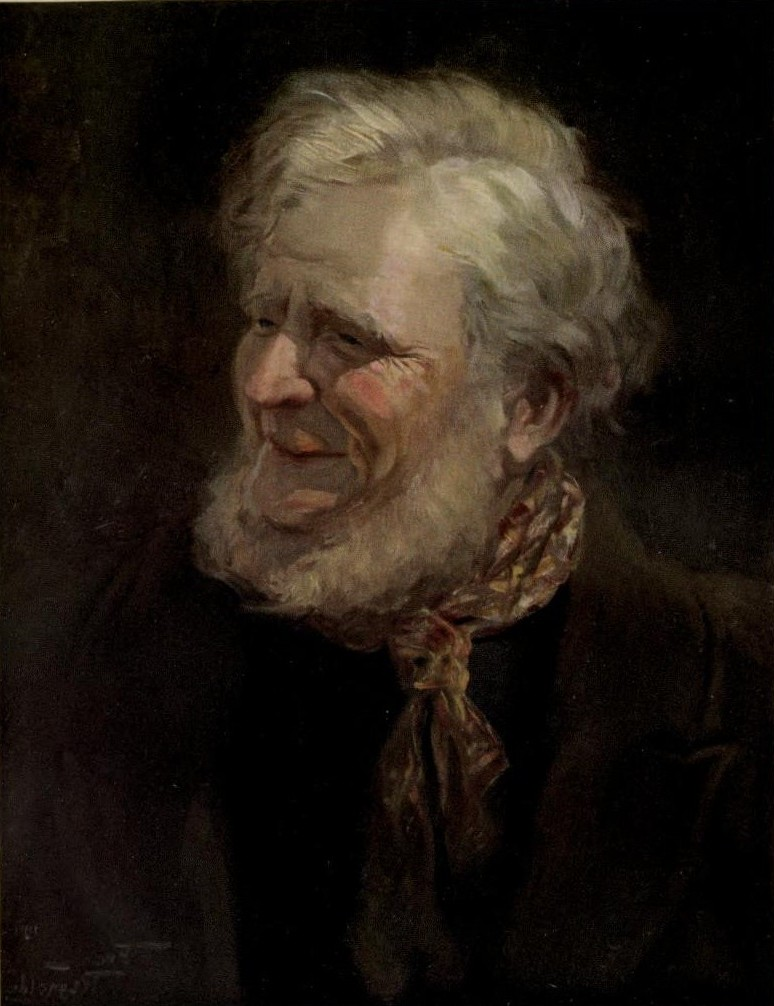
丹尼爾·裴果提，法蘭克·雷諾德繪。
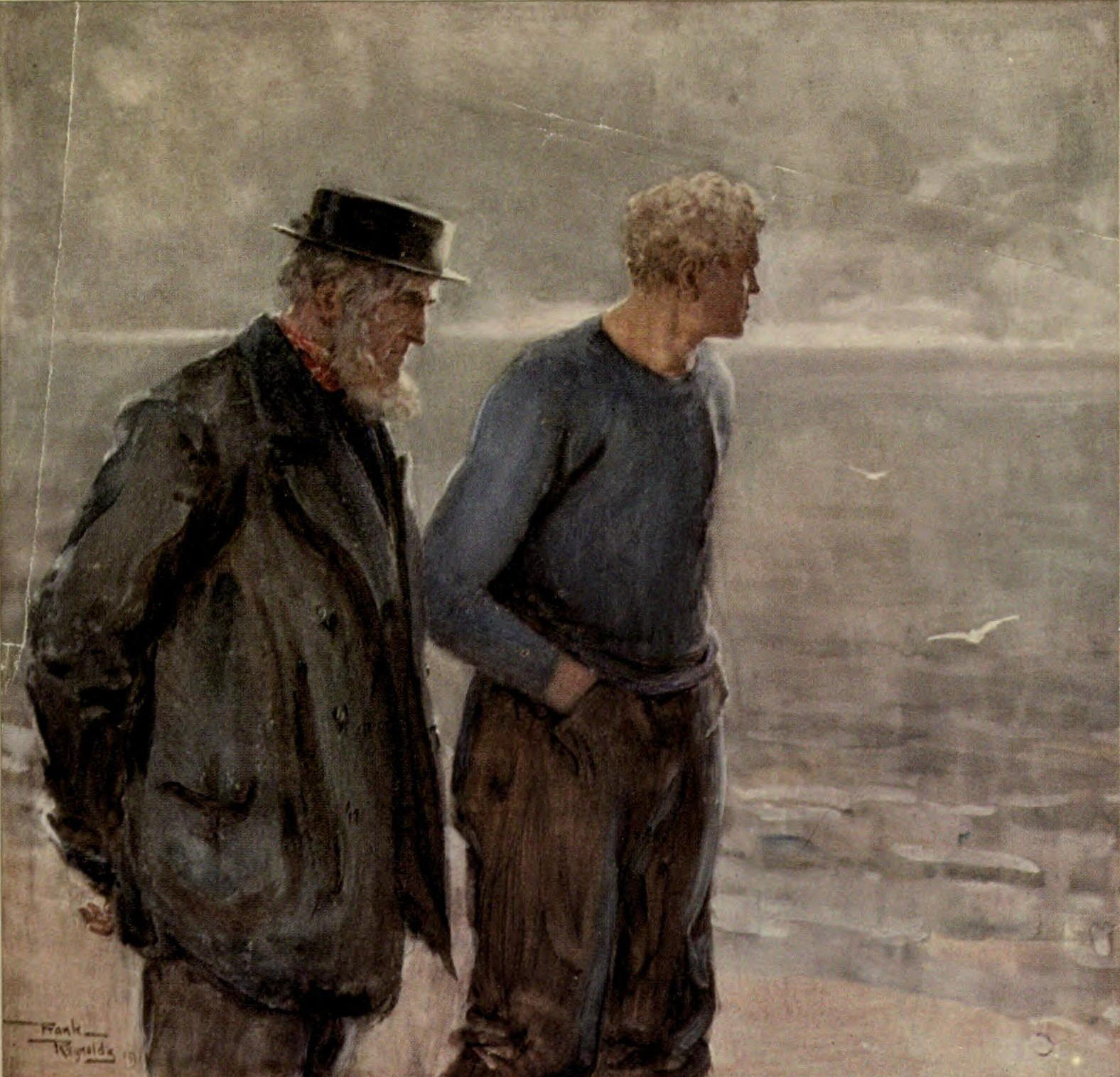
裴果提和哈姆，法蘭克·雷諾德繪。
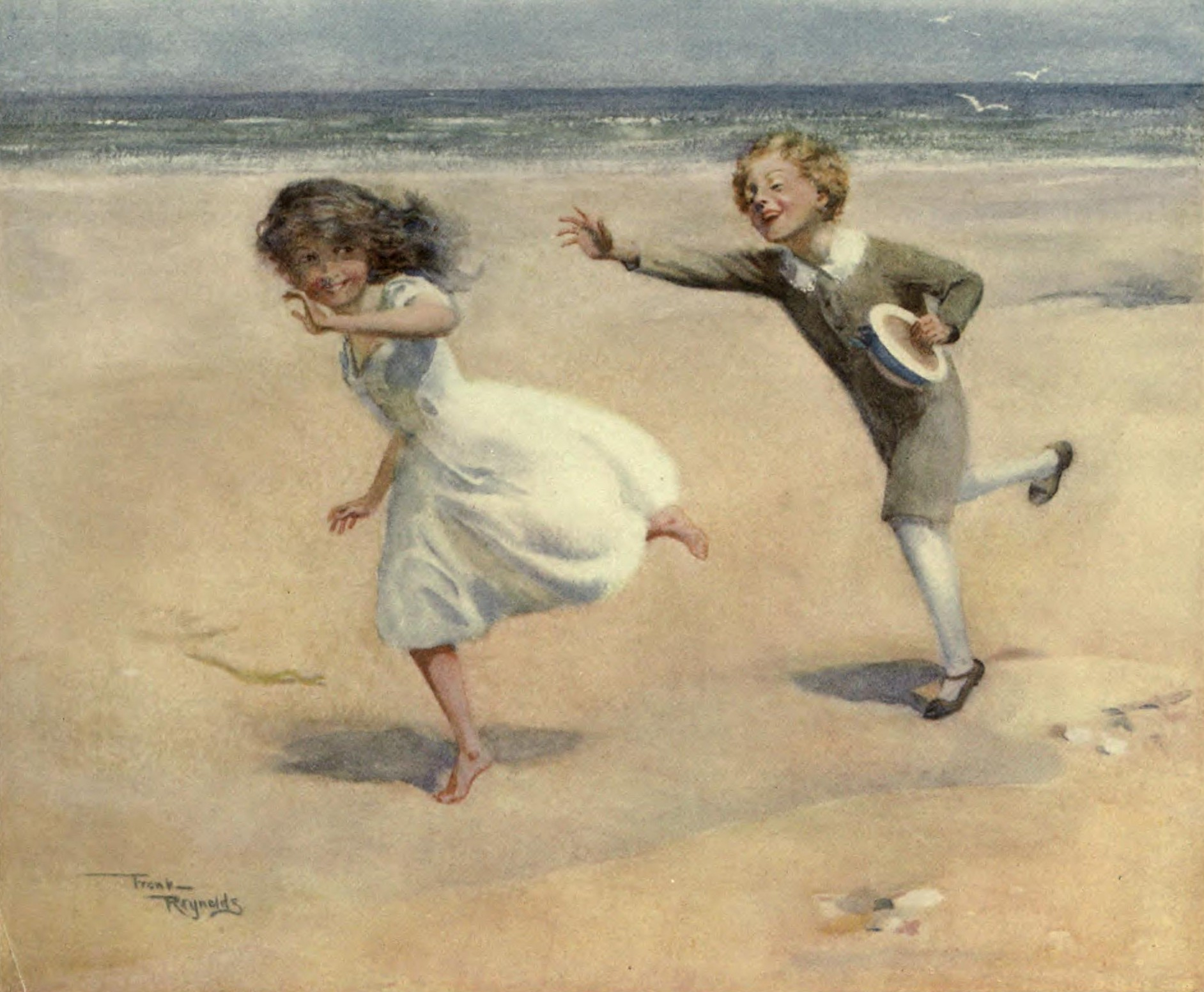
大衛和艾米麗，法蘭克·雷諾德繪。
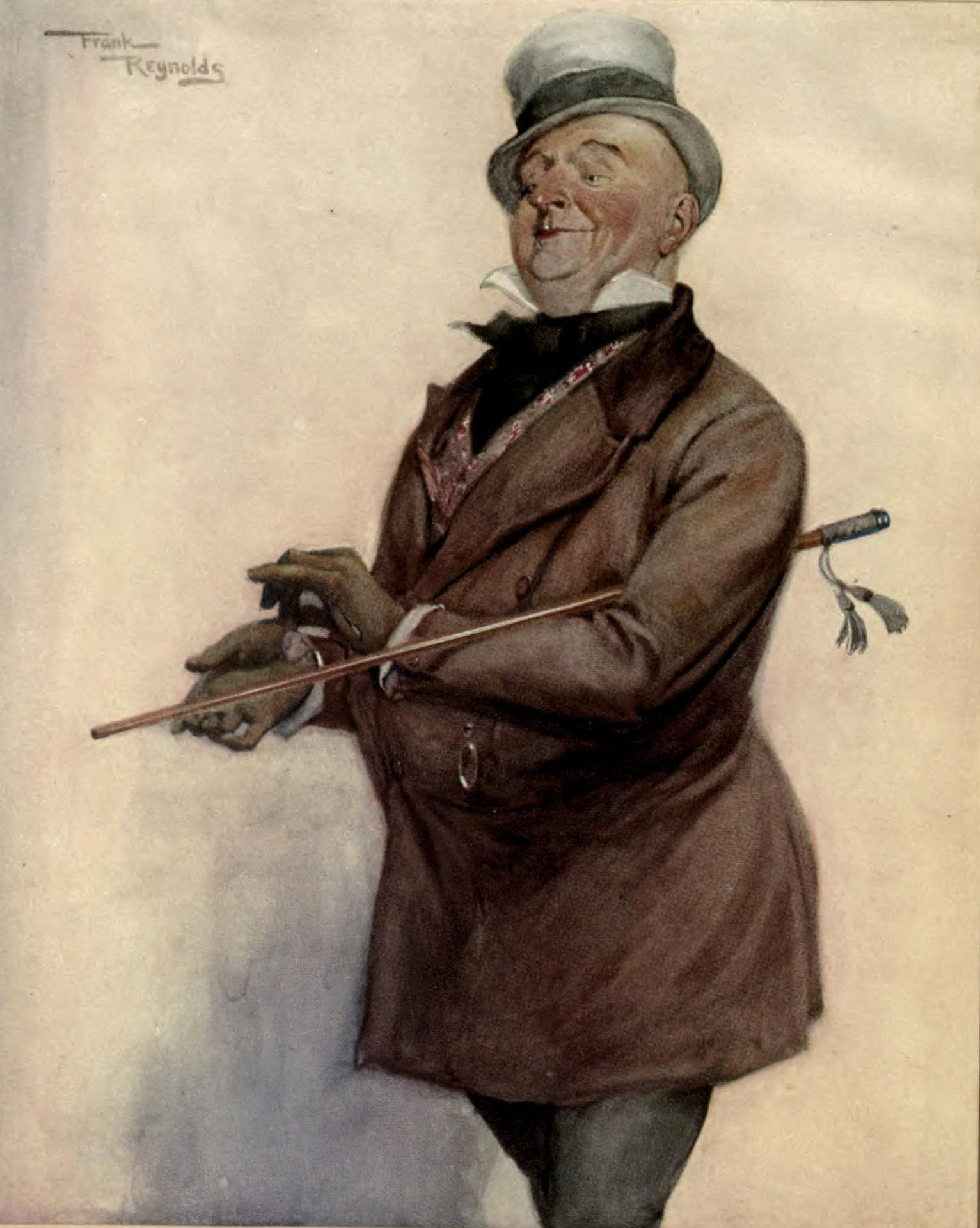
米考伯先生，法蘭克·雷諾德繪

## 電影改編
1956年香港電影《遺腹子》，由秦劍導演，改編自同名電台播音劇，該播音劇改編自此小說。

## 其他文獻
- Jeffers, Thomas L. . New York: Palgrave. 2005: 55–88.
- David Copperfield (Major Literary Characters series). Edited and with an Introduction by Harold Bloom. 255 pages. 1992 New York: Chelsea House Publishers
- Graham Storey: David Copperfield – Interweaving Truth and Fiction（Twayne's Masterworks Studies）. 111 pages. 1991 Boston: Twayne Publishers
- Approaches to Teaching Dickens' David Copperfield. Edited by Richard J. Dunn. 162 pages. 1984 New York: The Modern Language Association of America
- Barry Westburg: The Confessional Fictions of Charles Dickens. See pages 33 to 114. 1977 DeKalb: Northern Illinois University Press
- Catcher in The Rye, J.D. Salinger; Penguin 1951
- Black Books -TV Series/DVD – Assembly Film and Television/Channel 4, 2002; Episode 2, Series 1 – 'Manny's First Day.'
- The University Society, Inc., New York (no date). Seven volume set, "The Works of Charles Dickens," illus. by Barnard, Cruikshank and many others.

## 外部連結
網上版本
- 大衛·科波菲爾 - 古腾堡计划
- Full text of David Copperfield, Searchable and Downloadable, Essays, Forum, Select Resources （页面存档备份，存于）
- David Copperfield: Cummings Study Guides（页面存档备份，存于）
- 《大卫。科波菲尔 （页面存档备份，存于）》在线阅读（简体中文）

其他
- 超過50個角色的列表（页面存档备份，存于）
- Full edition with additional criticism and interpretation.（页面存档备份，存于）